# Tormod Langli
Tormod Langli (ur. 25 czerwca 1952 w Porsgrun) – norweski żużlowiec, występujący również na długim torze i na trawie.

## Życiorys
Wielokrotny reprezentant Norwegii w eliminacjach indywidualnych mistrzostw świata (m.in. czterokrotny uczestnik finałów skandynawskich: 1968 – XII miejsce, 1975 – XVII miejsce, 1977 – VIII miejsce i 1983 – XII miejsce). Finalista indywidualnych mistrzostw Europy na torze trawiastym (Assen 1979 – IV miejsce).
Srebrny (1984) oraz brązowy medalista (1983) indywidualnych mistrzostw Norwegii. Dwukrotny złoty medalista (1983–1984) mistrzostw Norwegii par klubowych.
Startował w lidze angielskiej w barwach klubów: Newport Wasps, Bristol Bulldogs i Halifax Dukes.

## Przynależność klubowa
Wielka Brytania
- Newport Wasps (1976)
- Bristol Bulldogs (1977–1978)
- Halifax Dukes (1979–1980)